# Bulbophyllum inornatum
Bulbophyllum inornatum är en orkidéart som beskrevs av Jaap J. Vermeulen. Bulbophyllum inornatum ingår i släktet Bulbophyllum och familjen orkidéer.
Artens utbredningsområde är Tanzania. Inga underarter finns listade i Catalogue of Life.